# Zaliv Sirta
Zaliv Sirta (arabsko خليج سرت, latinizirano: Khalij Surt), znan tudi kot zaliv Sidra (arabsko خليج السدرة, latinizirano: Khalij as-Sidra), je vodno telo v Sredozemskem morju na severni obali Libije, poimenovano po naftnem pristanišču Sidra ali mestu Sirte. V zgodovini je bil znan tudi kot Veliki Sirt ali Veliki Sirtis (latinsko Syrtis Major; starogrško Σύρτις μεγάλη v nasprotju z Malim Sirtisom na obali Tunizije).

## Geografija
Zaliv Sirta ali Sirte je že stoletja glavno središče za ribolov tunov v Sredozemlju. Po njem je dobilo ime mesto Sirte, ki je na njegovi zahodni obali.
Zaliv meri 439 kilometrov od rta Boreum (danes Ras Tejonas) na vzhodni strani do rta Kefalae (Ras Kasr Hamet) na zahodu. Največji podaljšek zaliva v notranjost je 177 kilometrov kopnega navznoter in zavzema površino 57.000 kvadratnih kilometrov.

## Zgodovina

### Antična zgodovina
V starodavni literaturi so bili Sirtes (Veliki, ali majores, v vzhodnem in Mali, ali minores, v zahodnem delu zaliva) razvpiti peščeni nasipi, ki so se jim mornarji vedno trudili izogibati. Za lokalno podnebje so pogoste umiritve in razmeroma močan severni veter. Obala med Kireno na vzhodu in Kartagino na zahodu je imela nekaj pristanišč.
Starodavni pisci pogosto omenjajo peščene nasipe in njihovo bližino kot nevarne za ladijski promet. Sirtes maiores so neobičajno plimni in imajo močan tok (3 vozle) v smeri urinega kazalca ob naraščajoči plimi, ki se nato spremeni, ko plima popusti. Ta lastnost lahko pojasni nenavadno obliko zamaška na območju Tabula Peutingeriana. Kopenska stran je bila ravnica brez posebnosti, ki je bila v nasprotju z rodovitnostjo preostale Tripolitanije na zahodu.
Starodavni pisci na tem območju omenjajo peščene viharje in kače. Strabon opisuje pohod rimskega generala Katona mlajšega leta 47 pr. n. št., ki je trajal trideset dni »skozi globok in žgoč pesek«. Strabon prav tako v celoti opisuje nevarnosti za ladijski promet: »težava tako pri Velikem kot pri Malem Sirtu je v tem, da je na mnogih mestih voda plitva in ob vzponu in padcu plime in oseke ladje včasih padejo v plitvino in se tam ustalijo, in le redko se jim uspe rešiti« (17.3.20). Pomponij Mela daje zelo melodramatičen opis: »Syrtes [Minores] ... nimajo pristanišč in so zaskrbljujoči zaradi pogostih plitvin in še bolj nevarni zaradi vzvratnega gibanja morja, ko teče noter in iz njega ... potem [je] drugi Sirtes, po imenu in naravi enak prvemu, vendar približno dvakrat večji« (1,35–37).
Teh virov pa ne bi smeli jemati po resnici: Mela nadaljuje, da tudi v Velikem Sirtu ni bilo pristanišč, vendar je njegova zanesljivost glede tega – in zato verjetno tudi drugih – zelo vprašljiva: Psevdo-Skilaks, ki je pisal v zgodnjem 4. stoletju pr. n. št., omenja pristanišče v večjem zalivu (109), Strabon pa v manjšem zalivu postavlja »zelo veliko emporij« pred Melinim časom. (17.3.17). Poleg tega starodavni tekstovni dokazi niso nedvoumni v svoji obsodbi Sirtov. Plutarh poda veliko manj melodramatičen opis Katonovega pohoda kot Strabonov, pri čemer pravi (sicer neverjetno), da je trajal le sedem dni in da so bili domačini vključeni v zaščito njegovih čet pred kačami (Katon Minor 56; glej tudi potovanje brez dogodkov ob obali v poznem 5. stoletju od Euesperides do Neapolisa, o katerem poroča Tukidid 7.50.2). In medtem ko je Strabon opozoril na nevarnosti peščenih bregov, nadaljuje: »Zaradi tega mornarji potujejo vzdolž obale na daljavo in pazijo, da jih ne ujamejo nepripravljene in jih vetrovi ne odpeljejo v te zalive«. Tako kot pri Katonu se območju ne izogibajo, temveč le ukrepajo pred relativnimi nevarnostmi. Podobno je treba Plinijevo opozorilo, da je bil zaliv »izjemen zaradi plitve in plimovanja dveh Sirtes« v Naravoslovju 5.26, videti v kontekstu njegove širše trditve v tem delu, da so bile vse obale Sredozemlja dobrodošle (NH 2.118).
Njihov zloglasni sloves pa najdemo v rimski poeziji, na primer pri Katulu (Carmen LXIV, 156) in Vergiliju (Eneida IV, 41).
Informacije v tem razdelku so večinoma vzete iz knjige The Syrtes between East and West avtorice Josephine Crawley Quinn.

### Druga svetovna vojna
V drugi svetovni vojni sta bili v zalivu Sirta dve pomorski bitki:
- Prva bitka pri Sirti med Regio Marino in kraljevo mornarico decembra 1941.
- Druga bitka pri Sirti med Regio Marino in kraljevo mornarico marca 1942.

### Hladna vojna
Po državnem udaru, ki je leta 1969 na oblast pripeljal Moamerja Gadafija, je prišlo do številnih mednarodnih incidentov v zvezi z ozemeljskimi zahtevami Gadafijevega režima nad vodami zaliva Sirta. Ameriška vojska je zaliv v tistih časih na splošno imenovala zaliv Sidra, po vedno bolj pomembnem naftnem pristanišču Sidra na njegovih obalah.

#### 1973
Leta 1973 je Gadafi trdil, da je velik del zaliva Sirta znotraj libijskih notranjih voda, tako da je narisal ravno črto na 32 stopinjah, 30 minut severno med točko blizu Bengazija in zahodnim rtom zaliva v Misrati z izključno ribolovno cono 62 navtičnih milj (115 km). Gadafi jo je razglasil za črto smrti, katere prehod bi zahteval vojaški odgovor. ZDA so zahtevale svoje pravice do izvajanja pomorskih operacij v mednarodnih vodah z uporabo sodobnega mednarodnega standarda 12-navtičnih milj (22 km) ozemeljske meje od obale države, kot je opredeljeno v Konvenciji Združenih narodov o pomorskem pravu iz leta 1982. Gadafi je trdil, da gre za teritorialno morje, ne le za obalno območje. Kot odgovor so Združene države odobrile pomorske vaje v zalivu Sirta za izvajanje operacij svobode plovbe (FON).
21. marca 1973 so libijska lovska letala prestregla in streljala na letalo C-130 ameriških zračnih sil, ki je izvajalo obveščevalne signale ob libijski obali. Med srečanjem sta libijska lovca Mirage signalizirala C-130, naj jima sledi proti Libiji in pristane, zaradi česar se je ameriško letalo izognilo. C-130 je med begom prejel topovski ogenj libijskih borcev, vendar mu je uspelo pobegniti s pomočjo oblakov. Po navedbah ameriških uradnikov ameriško letalo nikoli ni bilo bližje kot 120 kilometrov libijski obali.

#### 1980
Med operacijo nad Sredozemskim morjem 16. septembra 1980 je libijski lovec streljal na ameriško izvidniško letalo Boeing RC-135V/W. RC-135 ni bil zadet in ZDA po incidentu niso sprejele nobenih povračilnih ukrepov.

#### 1981
Avgusta 1981 so med vajami svobode plovbe šeste flote Združenih držav Amerike zbrali libijska bojna letala od drugod po državi, da bi patruljirala blizu ameriških ladij. 19. avgusta sta dva libijska lovca-bombnika Su-22 Fitter prestregla dva lovca F-14 Tomcat z letalonosilke Nimitz. Med spopadom je bilo eno od ameriških letal tarča rakete atol zrak-zrak. Po izogibanju raketi so Tomcati obe libijski letali sestrelili z raketami Sidewinder. Po nekaterih navedbah naj bi se libijskima pilotoma uspelo katapultirati in so ju rešili iz morja. Po drugih poročilih se enemu od libijskih pilotov ni odprlo padalo.

#### 1986
Spomladi 1986 je ameriška mornarica napotila tri skupine letalonosilk, USS America, USS Coral Sea in USS Saratoga iz šeste flote z 225 letali in približno 30 vojaškimi ladjami čez »črto smrti« in v sporni zaliv Sirta. Po dnevu oboroženega spopada je bila operacija prekinjena po neznanem številu izgub v človeštvu in materialu na libijski strani in brez izgub na ameriški strani.
Dva tedna kasneje, 5. aprila 1986, je v zahodnoberlinski diskoteki La Belle eksplodirala bomba, ki je ubila dva ameriška vojaka, Turkinjo in ranila 200 drugih. Združene države so trdile, da so pridobile prepise depeš od libijskih agentov v Vzhodni Nemčiji, vpletenih v napad. Po več dneh diplomatskih pogovorov z evropskimi in arabskimi partnerji je predsednik Ronald Reagan ukazal osemnajstim udarnim letalom F-111F iz 48. taktičnega lovskega krila, ki so letela iz RAF Lakenheath ob podpori štirih EF-111A Ravens iz 20. taktičnega lovskega krila, iz RAF Upper Heyford v Angliji, da napadajo cilje v Libiji v povezavi z petnajst jurišnih letal A-6, A-7, F/A-18 in letal za elektronsko bojevanje EA-6B Prowler z letalonosilk USS Saratoga, USS America in USS Coral Sea na postaji v zalivu Sirta. Letala, ki so letela iz Velike Britanije, so morala preleteti Atlantik, ob obali Španije in nato zaviti proti vzhodu v Sredozemlje, ker sta francoska in španska vlada zavrnili dovoljenje za uporabo njunega zračnega prostora za napad. To je zahtevalo uporabo dolivanja goriva v zraku. Napad je trajal približno deset minut in zgodaj 15. aprila je zadel več ciljev. Dva ameriška letalca sta bila ubita, ko je bilo njuno letalo sestreljeno nad zalivom Sirta. Ubitih je bilo tudi petinštirideset libijskih vojakov in vladnih uradnikov ter petnajst civilistov.

#### 1989
Leta 1989 sta bili v drugem incidentu v zalivu Sirta sestreljeni dve libijski letali MiG-23 Flogger, ko se je domnevalo, da bosta napadli ameriške lovce, ki so bili na tem območju. V tem primeru naj bi bili piloti Floggerja izgubljeni, ko so nanje streljali in so jih uspešno sestrelili po seriji izstrelitev raket, čeprav so jih videli, kako se katapultirajo in padajo v morje.

### 2011 Libyan Civil War
- Prva bitka na Bregu, 2. marec 2011
- Bitka pri Ra's Lanufu, 4.–12. marec 2011
- Bitka pri Bin Jawadu, 6. marec 2011
- Druga bitka na Bregu, 13.–15. marec 2011
- Prva ofenziva v zalivu Sirta, 26.–30. marec 2011
- Tretja bitka na Bregu, 31. 3. – 6. 4. 2011
- Druga ofenziva v zalivu Sirta, 22. avgust – 20. oktober 2011
- Bitka pri Sirti, 15. september – 20. oktober 2011